# Piedimonte San Germano
Piedimonte San Germano település Olaszországban, Lazio régióban, Frosinone megyében. Lakosainak száma 6316 fő (2023. január 1.). Piedimonte San Germano Aquino, Colle San Magno, Terelle, Villa Santa Lucia, Castrocielo és Pignataro Interamna községekkel határos.

## Népesség
A település lakossága az elmúlt években az alábbi módon változott:
| Lakosok száma | 6523 | 6469 | 6316 |
|               | 2017 | 2018 | 2023 |